# Миргородський Олександр Андрійович
Олександр Андрійович Миргородський (нар. 8 березня 1952, місто Попасна, тепер Попаснянського району Луганської області) — український радянський діяч, машиніст тепловоза локомотивного депо Попасна Донецької залізниці. Депутат Верховної Ради УРСР 11-го скликання.

## Біографія
Освіта середня.
З 1969 року — учень слюсаря, слюсар по ремонту тепловозів, помічник машиніста тепловоза, а з 1975 року — машиніст тепловоза локомотивного депо Попасна Донецької залізниці.
Член КПРС з 1976 року.
Потім — на пенсії в місті Попасна Луганської області.

## Нагороди
- ордени
- медалі